# Neochromadora poecilosoma
Neochromadora poecilosoma is een rondwormensoort uit de familie van de Chromadoridae. De wetenschappelijke naam van de soort is voor het eerst geldig gepubliceerd in 1893 door Johannes Govertus de Man.